# Lassakoorts

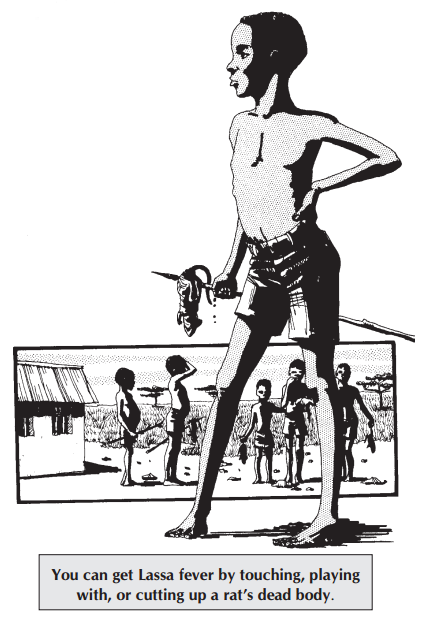
Een waarschuwing niet met dode ratten te spelen in door Lassa getroffen gebieden

Lassakoorts is een van de Afrikaanse virale hemorragische koortsen, een groep virusziekten met een grote besmettelijkheid en vaak een dodelijke afloop. Andere ziekten in deze groep zijn onder andere het marburgvirus en het ebolavirus. Lassakoorts wordt veroorzaakt door een arenavirus en is waarschijnlijk een zoönose, overgedragen door de veeltepelmuis, een rat die in Afrika op grote schaal voorkomt en waarvan er vele met het virus besmet zijn.
De naam komt van het plaatsje Lassa in Nigeria waar de ziekte in 1969 werd ontdekt. De mortaliteit is in ernstige gevallen ook bij goede verzorging nog enige tientallen procenten. Toch zijn er ook vele gevallen die niet ernstig verlopen gezien het grote percentage mensen in landen waar de ziekte endemisch is met antistoffen tegen het virus, die zich niet bewust zijn de ziekte te hebben gehad en bij wie de infectie dus kennelijk mild is verlopen.